# Avishag Semberg
Avishag Semberg (alternative Schreibweise: Abishag Samberg; hebräisch אבישג סמברג; geboren am 16. September 2001 in Gedera) ist eine israelische Taekwondoin. Sie kämpft in der Klasse bis 49 kg (Fliegengewicht).

## Sportliche Karriere
Nachdem sie schon im Juniorenbereich international erfolgreich gewesen war, erreichte Avishag Semberg in den U21-Europameisterschaften 2019 in Helsingborg Platz 3. Danach gewann sie mehrfach die Goldmedaille: 2019 bei den Riga Open und den Israel Open in Ramla, 2020 bei den Europäischen Clubmeisterschaften in Zagreb und 2021 bei der europäischen Qualifikation für die Olympischen Sommerspiele in Tokio, die in Sofia ausgekämpft wurde. Hier besiegte sie im Finale Ela Aydin aus Deutschland.
Bei den Olympischen Sommerspielen in Tokio besiegte sie am 24. Juli 2021 in der Vorrunde Victoria Stambaugh aus Puerto Rico, traf dann aber in der Runde der letzten 16 auf die spätere Goldmedaillengewinnerin Panipak Wongpattanakit, gegen die sie mit 29-5 chancenlos war. In der Hoffnungsrunde besiegte sie die Vietnamesin Truong Thi Kim Tuyen 22-1 und wahrte so ihre Chance auf Bronze. Im Kampf um Platz 3 besiegte sie die Türkin Rukiye Yıldırım 27-22: In der ersten Runde ging sie früh in Führung und konnte diesen Vorsprung in der zweiten Runde halten, doch in der dritten Runde ging Yıldırım in Führung. In einem knappen Finale siegte schließlich Semberg. Die Neunzehnjährige, die vor dem Wettbewerb nicht als Medaillenkandidatin galt, gewann die zehnte israelische Medaille bei Olympischen Sommerspielen überhaupt und die erste in der Sportart Taekwondo.